# Брам
Брам (фр. Bram) насеље је и општина у јужној Француској у региону Лангдок-Русијон, у департману Од која припада префектури Каркасон.
По подацима из 2011. године у општини је живело 3.368 становника, а густина насељености је износила 190,07 становника/km². Општина се простире на површини од 17,72 km². Налази се на средњој надморској висини од 134 метара (максималној 165 m, а минималној 119 m).

## Демографија
| 1962. | 1968. | 1975. | 1982. | 1990. | 1999. | 2011. |
| ----- | ----- | ----- | ----- | ----- | ----- | ----- |
| 2.417 | 2.733 | 2.643 | 2.650 | 2.899 | 2.969 | 3.368 |

График промене броја становника у току последњих година